# 1367 Nongoma
1367 Nongoma este un asteroid din centura principală, descoperit pe 3 iulie 1934, de Cyril Jackson.